# Djérem (vattendrag i Kamerun)
Djérem är ett vattendrag i Kamerun.   Det ligger i regionen Östra regionen, i den centrala delen av landet, 260 km nordost om huvudstaden Yaoundé.